# Seznam obiskov predsednice Republike Slovenije Nataše Pirc Musar
Seznam obiskov predsednice Republike Slovenije Nataše Pirc Musar navaja uradnih srečanj, ki jih je opravila ali gostila Nataša Pirc Musar v vlogi predsednice Republike Slovenije.

## Srečanja v Sloveniji
| Datum          | Kraj             | Gostje | Opombe | Sklic         |
| 2023           | 2023             | 2023 | 2023 | 2023          |
| -------------- | ---------------- | --- | --- | ------------- |
| 1. januar      | Obrežje, Bregana | Tanja Fajon, zunanja ministrica Ursula von der Leyen, predsednica Evropske komisije Dubravka Šuica, evropska komisarka iz Hrvaške Andrej Plenković, predsednik vlade Hrvaške Gordan Grlić Radman, zunanji minister Hrvaške Davor Božinović, notranji minister Hrvaške | Predsednica republike Nataša Pirc Musar se je udeležila slovesnosti ob vstopu Hrvaške v schengensko območje in v območje evra. Poleg predsednice je slovensko stran zastopala tudi zunanja ministrica Tanja Fajon. Ob robu dogodka se je Pirc Musar ločeno sestala tudi s predsednico Evropske komisije Ursulo von der Leyen. | [ 1 ] [ 2 ]   |
| 19. januar     | Ljubljana        | Vladimir Orlić, predsednik narodne skupščine Srbije | Sprejem srbskega predsednika paralamenta. | [ 3 ]         |
| 31. januar     | Ljubljana        | João Gomes Cravinho, zunanji minister Portugalske | Sprejem portugalskega zunanjega ministra ob njegovem obisku v Sloveniji | [ 4 ]         |
| 22. februar    | Ljubljana        | Xavier Bettel, predsednik vlade Luksemburga | | [ 5 ]         |
| 2. marec       | Ljubljana        | Vera Jourova, evropska komisarka za vrednote in preglednost | Srečanje z evropsko komisarko in podpredsednico Evropske komisije v Ljubljani. | [ 6 ]         |
| 3. marec       | Ljubljana        | Meritxell Batet, predsednica Kongresa poslancev Španije | | [ 7 ]         |
| 13. marec      | Ljubljana        | László Kövér, predsednik Državnega zbora Madžarske | | [ 8 ]         |
| 16. marec      | Ljubljana        | Antonio Tajani, zunanji minister Italije | | [ 9 ]         |
| 3. april       | Ljubljana        | Dimitar Kovačevski, predsednik vlade Severne Makedonije | | [ 10 ]        |
| 13. julij      | Brdo pri Kranju  | Bajram Begaj, predsednik Albanije | Uradni obisk | [ 11 ]        |
| 9. avgust      | Ljubljana        | Ursula von der Leyen, predsednica Evropske komisije | Obisk predsednice Evropske komisije po poplavah v Sloveniji | [ 12 ]        |
| 28.–29. avgust | Bled             | Charles Michel, predsednik Evropskega sveta Katerina Sakellaropoulou, predsednica Grčije Svetlana Tihanovska, vodja beloruske opozicije Maia Sandu, predsednica Moldavije Miroslav Lajčak, posebni predstavnik EU za dialog med Beogradom in Prištino                 | Blejski strateški forum, na katerem je predsednica opravila več dvostranskih srečanj | [ 13 ] [ 14 ] |
| 4. september   | Ljubljana        | Lindsey Graham, senator Katie Britt, senatorka Maggie Hassen, senatorka John Thune, senator Robert Menendez, senator Roger Marshall, senator Bill Hagerty, senator Ted Budd, senator Eric Schmitt, senator Ronny Jackson, kongresnik                                  | Sprejem ameriških senatorjev in kongresnika ob njihovem obisku v Sloveniji | [ 15 ]        |
| 9. oktober     | Ljubljana        | Martin Candinas, predsednik Nacionalnega sveta Švice | | [ 16 ]        |
| 10. oktober    | Ljubljana        | Virginijus Sinkevičius, evropski komisar za vrednote in preglednost | | [ 17 ]        |
| 6. november    | Ljubljana        | Ahmed Attaf, zunanji minister Alžirije | | [ 18 ]        |
| 6. november    | Brdo pri Kranju  | Jakov Milatović, predsednik Črne gore | Uradni obisk črnogorskega predsednika | [ 19 ]        |
| 24. november   | Ljubljana        | Claudia Arpa, predsednica Zveznega sveta Avstrije | | [ 20 ]        |
| 5. december    | Lendava          | Katalin Novak, predsednica Madžarske | Predsednici Slovenije in Madžarske sta skupaj odprli prenovljene prostore dvojezične srednje šole v Lendavi | [ 21 ]        |
| 2024           |                  | | |               |
| 12. januar     | Ljubljana        | Constantinos Kombos, zunanji minister Cipra | | [ 22 ]        |
| 5. februar     | Ljubljana        | Marija Pejčinović Burić, generalna sekretarka Sveta Evrope | | [ 23 ]        |
| 12. februar    | Ljubljana        | Sameh Shoukry, zunanji minister Egipta | | [ 24 ]        |
| 20. februar    | Ljubljana        | Ayman Hussein Abdullah Al-Safadi, zunanju minister Jordanije | | [ 25 ]        |

## Uradni, delovni in drugi obiski v tujini
| Datum              | Država                                   | Kraj                   | Gostitelj in ostali državniki | Opombe | Sklic                       |
| 2023               | 2023                                     | 2023                   | 2023 | 2023 | 2023                        |
| ------------------ | ---------------------------------------- | ---------------------- | --- | --- | --------------------------- |
| 5. januar          | Sveti sedež                              | Vatikan                | Papež Frančišek | Udeležba predsednice republike na pogrebu zaslužnega papeža Benedikta XVI. | [ 26 ] [ 27 ]               |
| 1. februar         | Hrvaška                                  | Zagreb                 | Zoran Milanović, predsednik Hrvaške | Delovni obisk | [ 28 ]                      |
| 9. februar         | Nemčija                                  | Berlin                 | Frank-Walter Steinmeier, predsednik Nemčije | Delovni obisk | [ 29 ]                      |
| 7. marec           | Katar                                    | Doha                   | | Predsednica republike se je udeležila 5. zasedanja Konference Združenih narodov o najmanj razvitih državah, kjer je tudi sopredsedovala tematski okrogli mizi Soočanje s podnebnimi spremembami in podpora okolju. Ob tem je orpavila več dvostranskih srečanj. | [ 30 ]                      |
| 19. april          | Madžarska                                | Budimpešta             | Katalin Novak, predsednica Madžarske Viktor Orban, predsednik vlade Madžarske László Kövér, predsednik Državnega zbora Madžarske | Uradni obisk, na predvečer se je predsednica srečala s Porabskimi Slovenci | [ 31 ] [ 32 ]               |
| 24. april          | Avstrija                                 | Dunaj                  | Alexander Van der Bellen, predsednik Avstrije | Uradni obisk | [ 33 ]                      |
| 6. maj             | Združeno kraljestvo                      | London                 | kralj Karl III. kraljica Camilla | Predsednica republike se je s soprogom v Westminstrski opatiji udeležila kronanja kralja Karla III. in kraljice Camille. Na predvečer sta se udeležila tudi sprejema za voditeljice in voditelje držav v Buckinghamski palači. | [ 34 ]                      |
| 19. maj            | Italija                                  | Rim                    | Sergio Mattarella, predsednik Italije Cindy McCain, direktorica Svetovnega programa za hrano | Uradni obisk | [ 35 ]                      |
| 22. maj            | Sveti sedež                              | Vatikan                | Papež Frančišek Pietro Parolin, državni tajnik | Uradni obisk | [ 36 ]                      |
| 13. junij          | Severna Makedonija                       | Skopje                 | Stevo Pendarovski, predsednik Severne Makedonije Dimitar Kovačevski, predsednik vlade Severne Makedonije Talat Xhaferi, predsednik Sobranja | Uradni obisk | [ 37 ]                      |
| 15. junij          | Srbija                                   | Beograd                | Aleksandar Vučić, predsednik Srbije | Delovni obisk | [ 38 ]                      |
| 21. junij          | Svet Evrope                              | Strasbourg             | Marija Pejčinović Burić, generalna sekretarka Sveta Evrope Tiny Kox, predsednik Parlamentarne skupščine Síofra O’Leary, predsednica Evropskega sodišča za človekove pravice | Zasedanje Parlamentarne skupščine Sveta Evrope. | [ 39 ]                      |
| 30. avgust         | Avstrija                                 | Alpbach                | Alexander Van der Bellen, predsednik Avstrije | Udeležba na Evropskem forumu Alpbach | [ 40 ]                      |
| 9. september       | Hrvaška                                  | Rab                    | Zoran Milanović, predsednik Hrvaške | Udeležba na slovesnosti ob 80. obletnici osvoboditve italijanskega koncentracijskega taborišča Kampor | [ 41 ]                      |
| 11. september      | Severna Makedonija                       | Skopje                 | Stevo Pendarovski, predsednik Severne Makedonije Zoran Milanović, predsednik Hrvaške Bejram Begaj, predsednik Albanije Denis Bećirović, član predsedstva BiH Željka Cvijanović, član predsedstva BiH Željko Komšić, član predsedstva BiH Jakov Milatović, predsednik Črne gore Vjosa Osmani, predsednica Kosova Aleksandar Vučić, predsednik Srbije | Udeležba na vrhu procesa Brdo-Brioni | [ 42 ]                      |
| 18.–21. september  | OZN                                      | New York               | Antonio Gutterres, generalni sekretar OZN Yoon Suk-yeol, predsednik Južne Koreje Salva Kiir Mayardit, predsednik Južnega Sudana Julius Maada Bio, predsednik Sierre Leone Ukhnaagiin Khürelsükh, predsednik Mongolije | Udeležba na 78. zasedanju Generalne skupščine OZN, predsednica je opravila tudi več dvostranskih srečanj | [ 43 ] [ 44 ] [ 45 ] [ 46 ] |
| 6. oktober         | Portugalska                              | Porto                  | Marcelo Rebelo de Sousa, predsednik Portugalske | Srečanje trinajstih predsednikov držav skupine Arraiolos | [ 47 ]                      |
| 16. oktober        | Albanija                                 | Tirana                 | Edi Rama, predsednik vlade Albanije | Vrh Berlinskega procesa v Tirani, ki so se ga udeležili voditelji iz regije Zahodnega Balkana in držav članic Evropske unije | [ 48 ]                      |
| 17.-18. oktober    | Nemčija                                  | Frankfurt              | Claudia Roth, zvezna ministrica za kulturo in medije | Odprtje 75. Frankfurtskega knjižnega sejma, na katerem je bila Slovenija častna gostja | [ 49 ] [ 50 ]               |
| 16.–17. november   | Moldavija                                | Kišinjev               | Maia Sandu, predsednica Moldavije Alexander Van der Bellen, predsednik Avstrije Dorin Recean, predsednik vlade Moldavije Igor Grosu, predsednik parlamenta Moldavije | Predsednica Nataša Pirc Musar je skupaj z avstrijskim predsednikom opravila obisk v Moldaviji, sprejel ju je državni vrh | [ 51 ] [ 52 ]               |
| 1.–3 december      | Združeni arabski emirati                 | Dubaj                  | Antonio Gutterres, generalni sekretar OZN | Predsednica se je udeležila podnebne konference COP28 v Dubaju. Med drugim se je dvostransko srečala s črnogorskim predsednikom Jakovom Milatovićem, francoskim predsednikom Emmanuelom Macronom, izraelskim predsednikom Isaacom Herzogom, kosovsko predsednico Vjoso Osmani, madžarsko predsednico Katalin Novak, slovaško predsednico Zuzano Čaputovo, srbskim predsednikom Aleksandrom Vučićem, predsednikom Brazilije Ignaciom Lulo predsednikom Evropskega sveta Charlesom Michelom ter premierkami Danske Mette Fredriksen, Islandije Katrin Jakobsdottir, Italije Giorgio Meloni in Estonije Kajo Kallas. | [ 53 ] [ 54 ]               |
| 12. december       | OZN                                      | Ženeva                 | Volker Türk, visoki komisar za človekove pravice OZN Filippo Grandi, visoki komisar za begunce OZN | Predsednica se je udeležila dogodka ob 75. obletnici sprejetja Splošne deklaracije človekovih pravic v Ženevi | [ 55 ]                      |
| 18.–19. december   | Latvija                                  | Riga Ādaži             | Edgars Rinkēvičs, predsednik Latvije Evika Silina, predsednica vlade Latvije | Uradni obisk v Latviji, ob tem je predsednica odprla prostore veleposlaništva Republike Slovenije v Latviji in obiskala vojake 14. slovenskega kontingenta na misiji v Ādažiju. | [ 56 ] [ 57 ]               |
| 20. december       | Slovaška                                 | Bratislava             | Zuzana Čaputova, predsednica Slovaške Robert Fico, predsednik vlade Slovaške Peter Pellegrini, predsednik parlamenta Slovaške | Uradni obisk na Slovaškem, ob tem je predsednica obiskala tudi slovenske vojake na misiji zveze NATO v Leštu. | [ 58 ]                      |
| 2024               |                                          |                        | | |                             |
| 14.–15. januar     | Nemčija                                  | Berlin                 | Frank-Walter Steinmeier, predsednik Nemčije | Predsednica republike se je v Nemčiji mudila kot častna pokroviteljica poslovnega središča v sklopu moškega evropskega prvenstva za moške v Berlinu. Ob robu jo je sprejel tudi nemški predsednik. | [ 59 ]                      |
| 8.–9. februar      | Bosna in Hercegovina                     | Sarajevo               | Željko Komšić, predsednik predsedstva BiH Željka Cvijanović, članica predsedstva BiH Denis Bećirović, član predsedstva BiH Borjana Krišto, predsednica Sveta ministrov BiH Kemal Ademović, predsedujoči Predstavniškega doma BiH Marinko Čevara, predsedujoči Doma narodov Parlamentarne skupščine BiH                                              | Uradni obisk v Bosni in Hercegovini | [ 60 ] [ 61 ]               |
| 27.–28. februar    | Bolgarija                                | Sofija                 | Rumen Radev, predsednik Bolgarije Nikolaj Denkov, predsednik vlade Bolgarije Rosen Zhelyazkov, predsednik parlamenta Bolgarije | Uradni obisk v Bolgariji | [ 62 ] [ 63 ]               |
| 8.–10. april       | Grčija                                   | Atene                  | Katerina Sakelaropulu, predsednica Grčije | Uradni obisk v Grčiji in sodelovanje na 9. Delfskem gospodarskem forumu | [ 64 ]                      |
| 23.–25. april      | Črna gora                                | Cetinje Podgorica      | Jakov Milatović, predsednik Črne gore Milojko Spajić, predsednik vlade Črne gore Andrija Mandić, predsednik Skupščine Črne gore | Uradni obisk v Črni gori | [ 65 ]                      |
| 22.–24. maj        | Albanija                                 | Tirana                 | Bajram Begaj, predsednik Albanije Edi Rama, predsednik vlade Albanije Lindita Nikolla, predsednica Parlamenta Albanije | Uradni obisk v Albaniji in otvoritev slovenskega veleposlaništva | [ 66 ] [ 67 ]               |
| 15.–16. junij      | Švica                                    | Luzern                 | | Vrh o miru v Ukrajini | [ 68 ] [ 69 ]               |
| 19.–20. junij      | Nemčija                                  | München                | Frank-Walter Steinmeier, predsednik Nemčije | Sprejem ob dnevu državnosti Republike Slovenije in ob nastopu slovenske moške nogometne reprezentance na EURU 2024. | [ 70 ] [ 71 ]               |
| 28..–29. junij     | Ukrajina                                 | Kijev Lvov             | Volodimir Zelenski, predsednik Ukrajine Denis Šmigal, predsednik vlade Ukrajine Ruslan Štefančuk, predsednik parlamenta Ukrajine | Obsik predsednice v podporo Ukrajini v času ruske invazije | [ 72 ] [ 73 ]               |
| 10. julij          | Bosna in Hercegovina                     | Sarajevo               | | Predsednica se je ob 29. obletnici genocida v Srebrenici v Sarajevu udeležila konference z naslovom »Od Balkana do Gaze: kritično preučevanje genocida«. | [ 74 ]                      |
| 20.–21. avgust     | Mongolija                                | Ulan Bator             | Ukhnaagiin Khürelsükh, predsednik Mongolije Dashzegviin Amarbayasgalan, predsednik mongolskega parlamenta Luvsannamsrai Oyun-Erdene, predsednik vlade Mongolije | Prvi uradni obisk slovenske predsednice v Monglije v počastitev 31. obletnice vzpostavitve diplomatskih odnosov med državama. Predsednico je spremljala tudi močna gospodarska delegacija, saj je bil ob robu organiziran slovensko-monogoski poslovni forum. Predsednica je bila tudi govorka na Svetovnem ženskem forumu. | [ 75 ] [ 76 ]               |
| 30.–31. avgust     | Češka                                    | Praga                  | Petr Pavel, predsednik Češke republike Alexander Stubb, predsednik Finske | Udeležba na forumu GLOBSEC | [ 77 ] [ 78 ]               |
| 16.–27. september  | Nizozemska                               | Haag                   | Viljem Aleksander, kralj Nizozemske Dick Schoof, predsednik vlade Nizozemske | Delovni obisk na Nizozemskem, kjer se je predsednica sestala z državnim vrhom in se udeležila konference mreže strokovnjakov Europola za varstvo podatkov (EDEN 2024). Sestala se je tudi s predstavniki več na Nizozemskem delujočih mednarodnih institucij | [ 79 ]                      |
| 8. oktober         | Črna gora                                | Tivat                  | Jakov Milatović, predsednik Črne gore Bajram Begaj, predsednik Albanije Željka Cvijanović, članica predsedstva BiH Zoran Milanović, predsednik Hrvaške Vjosa Osmani, predsednica Kosova Aleksandar Vučić, predsednik Srbije Gordana Siljanovska-Davkova, predsednica Severne Makedonije                                                             | Vrh Brdo-Brijoni | [ 8 ]                       |
| 9. oktober         | Hrvaška                                  | Dubrovnik              | Andrej Plenković, predsednik vlade Hrvaške | Predsednica se je udeležila vrha Ukrajina-Jugovzhodna Evropa. | [ 4 ]                       |
| 11. oktober        | Poljska                                  | Krakov                 | Andrzej Duda, predsednik Poljske | Srečanje predsednikov držav skupine Arraiolos v Krakovu. | [ 3 ]                       |
| 14. oktober        | Nemčija                                  | Berlin                 | Olaf Scholz, kancler Nemčije | Vrh Berlinskega procesa | [ 7 ]                       |
| 3. november        | Združeni arabski emirati                 | Abu Dabi               | Mohamed bin Zajed Al Nahjan, predsednik ZAE | Uradni obisk | [ 6 ]                       |
| 11. november       | Francija                                 | Pariz                  | | Predsednica se je udeležila 7. Pariškega foruma za mir | [ 80 ]                      |
| 4.–5. december     | Italija Sveti sedež Malteški viteški red | Rim                    | Sergio Mattarella, predsednik Italije Papež Frančišek Pietro Parolin, državni tajnik Fra' John Timothy Dunlap, veliki mojster SMVR | Uradni obisk predsednice republike Nataše Pirc Musar v Vatikanu in Italiji, ob tem je obiskala tudi Malteški viteški red. | [ 81 ] [ 82 ]               |
| 18. december       | Kosovo                                   | Priština               | | Predsednica republike in vrhovna poveljnica obrambnih sil je skupaj z načelnikom generalštaba Slovenske vojske generalpodpolkovnikom Robertom Glavašem obiskala pripadnice in pripadnike 50. kontingenta Slovenske vojske, ki delujejo v operaciji KFOR v Republiki Kosovo. | [ 83 ]                      |
| 2025               |                                          |                        | | |                             |
| 27. januar         | Poljska                                  | Auschwitz              | Andrzej Duda, predsednik Poljske | Slovesnost ob 80. obletnici osvoboditve nacističnega koncentracijskega taborišča Auschwitz-Birkenau. | [ 84 ]                      |
| 29. januar         | Avstrija                                 | Dunaj                  | Alexander Van der Bellen, predsednik Avstrije | Uradni obisk v Avstriji, predsednika sta se udeležila tudi slavnostnega odprtja razstave Svet v barvah v dunajskem muzeju Belvedere, ki je nastala v sodelovanju z Narodno galerijo Slovenije. | [ 85 ]                      |
| 31. marec–1. april | Kazahstan                                | Astana                 | Kasim Žomart Tokajev, predsednik Kazahstana Maulen Asimbajev, predsednik parlamenta | Uradni obisk v Kazahstanu | [ 86 ]                      |
| 4. april           | Bolgarija                                | Sofija                 | Rumen Radev, predsednik Bolgarije Abdulah II., kralj Jordanije | Predsednica se je v Sofiji udeležila srečanja predsednikov držav in vlad Akabskega procesa Balkan III. | [ 87 ]                      |
| 26. april          | Vatikan                                  | Vatikan                | | Udeležba na pogrebu papeža Frančiška | [ 88 ]                      |
| 17.–18. maj        | Estonija                                 | Talin                  | Alar Karis, predsednik Estonije Kaja Kallas, visoka zunanjepolitična predstavnica Evropske unije | Predsednica se je srečala s predsednikom Republike Estonije Alarjem Karisom in visoko predstavnico EU za zunanje zadeve in varnostno politiko Kajo Kallas. Obiskala je tudi sedež Natovega Centra odličnosti za kibernetsko obrambo. Udeležila se je tudi konference Lennart Meri. | [ 89 ] [ 90 ]               |
| 31. maj–2. junij   | Kenija                                   | Nairobi                | William Ruto, predsednik Kenije | Prvi slovenski obisk na predsedniški ravni v Keniji. Predsednica republike je med drugim sodelovala na osrednji slovesnosti ob kenijskem prazniku Madaraka Day v Homa Bayu, nato pa obisk nadaljevala z razvojnimi, akademskimi in mednarodnimi srečanji v Nairobiju. Srečala se je tudi s tamkajšnjimi predstavniki Združenih narodov in slovenskimi podjetji, delujočimi v Keniji. | [ 91 ] [ 92 ]               |
| 3.–4. junij        | Madagaskar                               | Antananarivo, Akamasoa | Andry Rajoelina, predsednik Madagaskarja | Prvi predsedniški obisk Slovenije na Madagaskarju. Poleg srečanja z državnim vrhom je predsednica tudi uradno predala slovensko humanitarno pomoč Madagaskarju in obiskala skupnost Akamasoa, v kateri deluje slovenski misijonar Pedro Opeka. | [ 93 ] [ 94 ]               |
| 5. junij           | Etiopija Afriška unija                   | Adis Abeba             | Taje Atske Selassie, predsednik Etiopije Abij Ahmed, predsednik vlade | Predsednica se je v okviru državniškega obiska v Etiopiji sestala z državnim vrhom in vodstvom Afriške unije. Osrednje teme pogovorov so bile utrjevanje miru v regiji, razvojno sodelovanje, okrepitev dvostranskih vezi in krepitev gospodarskega sodelovanja. | [ 95 ]                      |